# Чукурлар
Чукурла́р — парк-пам'ятка садово-паркового мистецтва місцевого значення в Україні, розташований у місті Ялта Ялтинської міськради. Створений відповідно до Постанови ВР АРК № 585-2/99 від 22 червня 1999 року.

## Опис
Площа — 14,42 га. Парк розташований у місті Ялта Ялтинської міськради.
Користувач - санаторій «Росія» Ялтинської міської ради (після анексії Криму Росією землекористувачем оголошено Республіканське підприємство "Курортно-оздоровчий комплекс «Росія»). 
Парк створений із метою збереження на його території природних і штучних паркових ландшафтів. На території Парку зростає 12 видів рослин, занесених до Червоної книги України. До складу паркової композиції входить 168 видів дерев, кущів та ліан, а також понад 70 декоративних садових форм деревних рослин. Парк відрізняється оригінальним стилем - це ландшафтний регулярний парк з відкритими та закритими ділянками.